# Ludwig Suthaus
Ludwig Suthaus (Colonia, 12 de diciembre de 1906 - Berlín, 7 de septiembre de 1971) fue un tenor alemán de la categoría heroico ("Heldentenor").
Su maestro de canto en Colonia comenzó su entrenamiento como barítono. En 1928 debutó como tenor en Aquisgrán como Walther von Stolzing en Die Meistersinger von Nürnberg integrando el elenco de Stuttgart entre 1932 y 1941. Fue despedido por no afiliarse al partido nazi.
Trabajó en la Berlin State Opera y después de la guerra en la Deutsche Oper Berlin donde permaneció hasta el fin de su carrera.
Además, también cantó en la Wiener Staatsoper, Covent Garden, La Scala, París, Múnich, San Francisco, en el Festival de Bayreuth como Siegmund, Walther y Loge y en el Teatro Colón (Buenos Aires) en 1949 y 1950 como Walter, el Emperador, Siegmund, Steva y Florestan de Fidelio.
Uno de los tenores preferidos de Wilhelm Furtwängler grabó bajo su dirección Tristán e Isolda con Kirsten Flagstad, la primera grabación integral comercial de la obra y luego como Siegfried en 1953 y Siegmund de Die Walküre en 1954, última grabación del director. Siegmund (1954) (Furtwängler's last opera recording).
Suthaus debió dejar la carrera después de un accidente automovilístico, murió a los 64 años.

## Discografía de referencia
- Wagner: Die Meistersinger Von Nürnberg / Abendroth
- Wagner: Der Ring Des Nibelungen / Furtwängler, Roma
- Wagner: Der Ring Des Nibelungen / Knappertsbusch, 1956 Bayreuth Festival
- Wagner: Die Walkure / Karajan, La Scala
- Wagner: Die Walküre / Furtwängler, Mödl, Rysanek
- Wagner: Tristan und Isolde / Furtwängler, Flagstad, Thebom, Fischer-Dieskau, EMI
- Wagner: Tristan und Isolde / Konwitschny